# Bildgebendes Verfahren
Ein bildgebendes Verfahren erzeugt aus Messgrößen eines realen Objektes ein Abbild, wobei die Messgröße oder eine daraus abgeleitete Information ortsaufgelöst und über Helligkeitswerte oder Farben kodiert visualisiert wird.

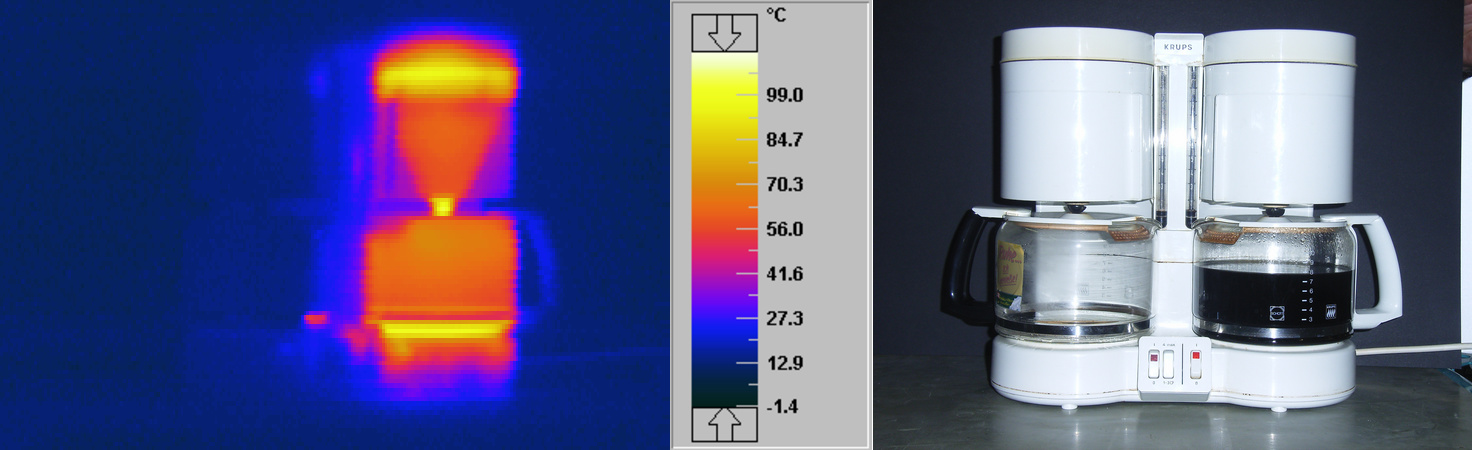
Beispiel zweier bildgebender Verfahren: Das Wärmebild links zeigt die Temperaturverteilung einer Kaffeemaschine mit zwei Kannen, abgeleitet aus der Infrarotabstrahlung. Die Legende in der Mitte zeigt die benutzten Falschfarben. Rechts ist das gleiche Objekt im sichtbaren Spektralbereich dargestellt.
Bemerkungen: Der zylindrische Mantel lässt einen Teil der Emission des noch heißen Trichters durch. Die Stahlbänder um die Glaskannen haben einen hohen Reflexionsgrad, also eine kleine Emissivität, was an der linken, kalten Kanne einen Reflex und an der rechten heißen Kanne ein dunkles Band bewirkt.

Bildgebende Verfahren finden Anwendung in nahezu allen naturwissenschaftlichen Bereichen (Archäologie, Materialprüfung, Fernerkundung und andere). Der Ausdruck „bildgebendes Verfahren“ ist besonders in der Medizin weit verbreitet und wird hier meist mit folgender Bedeutung benutzt: „Oberbegriff für verschiedene Diagnostikmethoden, die Aufnahmen aus dem Körperinneren liefern“. Die wichtigsten bildgebenden Verfahren in der Medizin sind Ultraschall-, Röntgen- und Nukleardiagnostik, Magnetresonanz- und Computertomografie sowie die Endoskopie. Die Mikroskopie wird heute seltener mit dem Begriff assoziiert.

## Geschichte
Der Ausdruck „bildgebend“ wurde bereits von dem Mystiker Heinrich Seuse (1295/97–1366) in seiner Vita verwendet, wo er von „bildgebender wise“ („bildgebender Weise“) und „bildgebender glichnus“ („bildgebendes Gleichnis“) schreibt. Von „bildgebenden Verfahren“ wird seit Ende der 1970er Jahre in der Medizin gesprochen.
Das älteste und einfachste Gerät eines bildgebenden Verfahrens ist die Lochkamera. Sie wurde bereits am Ende des 13. Jahrhunderts von Astronomen zur Beobachtung der Sonnenflecken verwendet. Als Messgröße wird hier, wie bei allen fotografischen Verfahren, die Energie und Farbe (Wellenlänge) des vom Objekt ausgesendeten Lichts verwendet. Dieses Licht erzeugt auf der Rückseite der Kamera ein Abbild des Objektes. In diesem flüchtigen Abbild erkennt man die Helligkeit und die Farbe des Objektes ortsaufgelöst. Im Gegensatz zum realen Objekt ist es jedoch nur eine zweidimensionale Darstellung. Maler in der Zeit von Leonardo da Vinci nutzten die Lochkamera als Zeichenhilfe zur detailgenauen Abbildung der Wirklichkeit. Zeichnung und Malerei waren damals die einzige Möglichkeit, ein Bild dauerhaft zu erhalten.
Fernrohr und Mikroskop sind weitere bildgebende Geräte, deren Entwicklungen um 1600 stattfanden. Obwohl auch sie Farbe und Helligkeit von Objekten zur Bilderzeugung nutzen, erlauben sie die Visualisierung von Dingen, die ohne diese Verfahren nicht sichtbar wären.
Eine direkte Umsetzung als dauerhaftes Abbild wurde möglich, als Joseph Nicéphore Nièpce 1826 die fotografische Platte erfand. Die damit erfundene Fotografie nutzte in dünnen Schichten angeordnete lichtempfindliche Stoffe (fotografische Schichten) und führte bald zur Entwicklung lichtstarker Kameraobjektive. Heute übernehmen Bildsensoren zunehmend die Rolle der früheren fotografischen Schichten (siehe Digitalfotografie).
Wilhelm Conrad Röntgen erkannte 1895, dass die nach ihm benannte Röntgenstrahlung imstande ist, für sichtbares Licht undurchdringliche Materie zu durchdringen. Er entdeckte, dass verschiedene Materialien die Strahlung unterschiedlich stark schwächen. Die Grundlagen der Röntgentechnik waren damit gelegt und die ersten Röntgenbilder wurden aufgenommen. Auf dem Bild der Hand seiner Ehefrau Anna Bertha (22. Dezember 1895) ist nicht der durch Licht erzeugte visuelle Eindruck der Hand wiedergegeben, sondern es wurde als Messgröße die unterschiedliche Absorption der Röntgenstrahlung durch verschiedene Materialien und deren Verteilung im Inneren der Hand zur Bilderzeugung verwendet. Im Abbild der Hand erscheinen die röntgendichteren Knochen und der Fingerring dunkel, während das Weichgewebe nahezu ungehindert durchstrahlt wird.
Ein weiterer großer Meilenstein in der Geschichte der bildgebenden Verfahren war die Erfindung der Elektronenröhre, die als Basis der elektronischen Signalverarbeitung angesehen werden kann. Diese ermöglichte die Nutzung vieler neuer Messgrößen. Etwa zeitgleich wurde auch die Bildröhre entwickelt, die nun auch bewegte Bilder darstellen konnte. Der zeilenweise Aufbau des Bildes in der Bildröhre wurde zum Teil auch im Bereich der Messdatenerfassung verwendet. Die sequentielle Abrasterung des Objekts findet man auch heute noch im Prinzip des Rasterelektronenmikroskops, des Profilometers oder im Bildsensor verwirklicht, bei dem die Lichtsignale zwar parallel aufgenommen, aber sequenziell ausgelesen werden.
Die weitestreichenden Veränderungen der bildgebenden Verfahren wurden jedoch von den zunehmend leistungsfähigeren Computern initiiert. Mit ihnen ist es möglich, komplexe Berechnungen in kürzester Zeit durchzuführen. Dieses ist Voraussetzung für Rekonstruktionsberechnungen im Bereich tomografischer Verfahren und die Berechnung von Schnittebenen oder von 3D-Darstellungen.

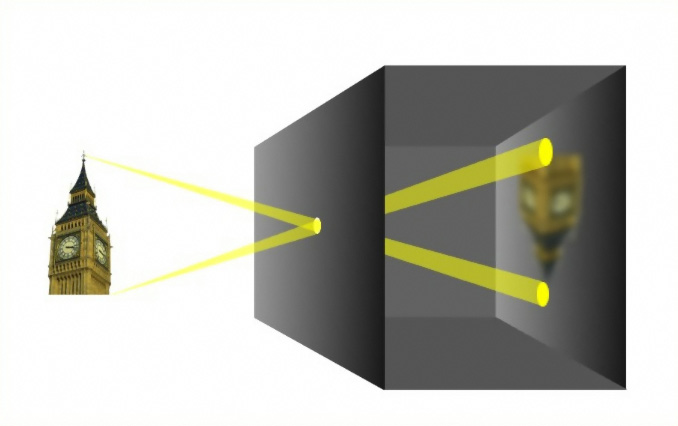
Prinzip der Lochkamera: erstes und einfachstes bildgebendes Verfahren
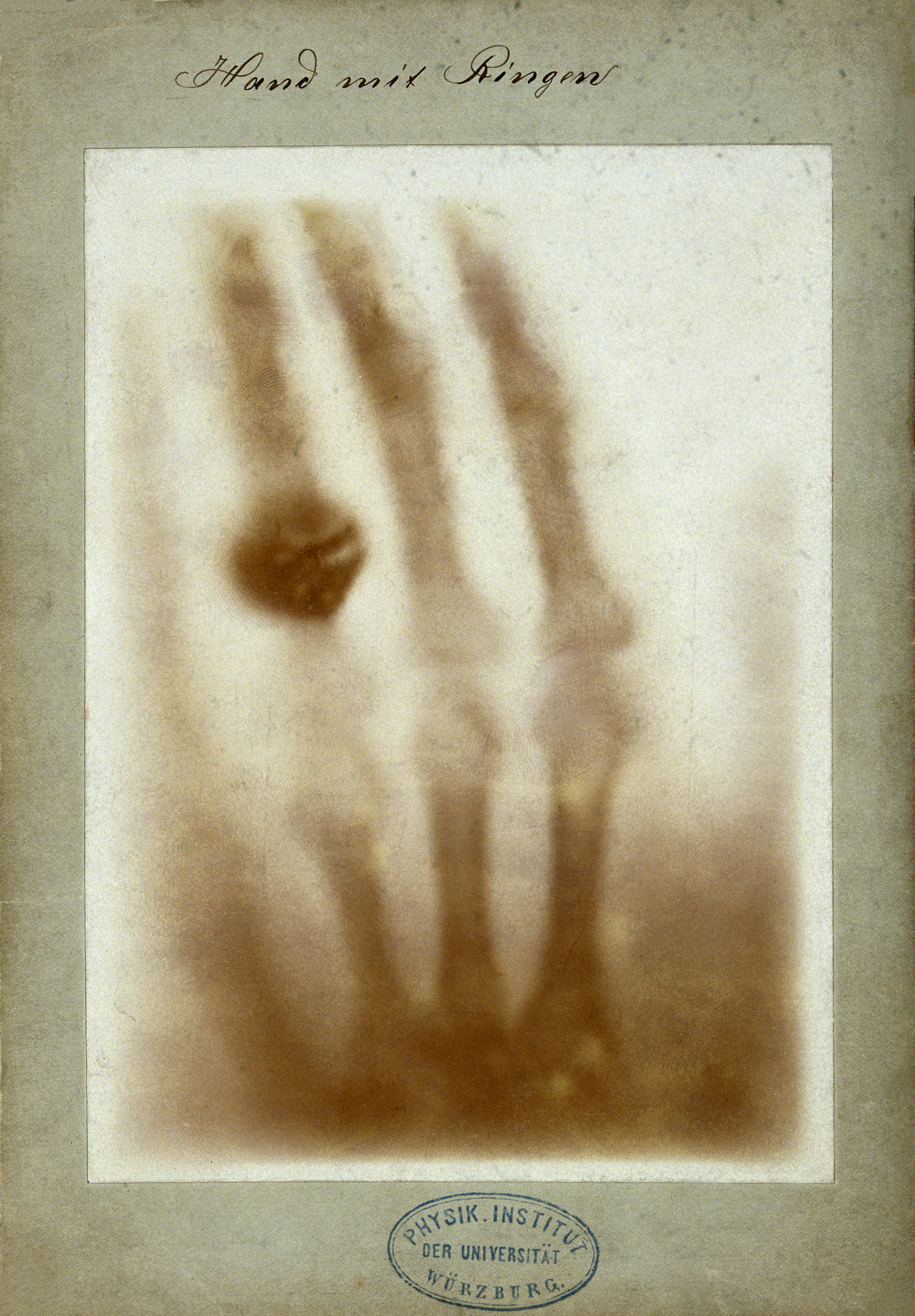
Eines der ersten Röntgenbilder aus dem Jahr 1895
Schnittbildserie einer Magnetresonanztomografie des Kopfes

## Grundprinzip

Grundprinzip eines bildgebenden Verfahrens

Ein bildgebendes Verfahren misst  physikalische Größen eines realen Objektes. Je nach Verfahren und Signalart erfolgt eine zusätzliche Weiterverarbeitung oder Auswertung der Messwerte, bis die Informationen in der gewünschten Form vorliegen. Sie werden ortsaufgelöst als Abbild des Objektes dargestellt. Die Informationsdarstellung erfolgt als Helligkeitswerte oder kodiert über Falschfarben. Die Art der Darstellung hängt vom verwendeten Verfahren, dem Objekt und der Fragestellung ab.

### Objekte
Die untersuchten Objekte können sehr klein sein (z. B. zur Analyse mit mikro- und spektroskopischen Methoden in der Materialprüfung), Lebewesen oder Teile davon (z. B. Sonografie oder Tomografie in der medizinischen Diagnostik), ganze Landschaften (z. B. Synthetic Aperture Radar in der Navigation oder Fernerkundung) oder sogar Teile außerhalb unseres Sonnensystems (z. B. Radioteleskope zur Erforschung anderer Galaxien in der Astronomie).

### Messgrößen
Die zur Bilderzeugung verwendete Messgröße entscheidet, welche Eigenschaft des Objektes dargestellt wird. Die folgende Tabelle gibt einen Überblick über Messgrößen unterschiedlicher bildgebender Verfahren.
| Messgröße                                    | Information | Messverfahren und Geräte, die diese Messgröße nutzen                                                                                          | Anwendungsbeispiele                                                                                  |
| Licht                                        | Wellenlänge, Absorption, Beugung, Brechung, Streuung, Transmission, Fluoreszenz, Lumineszenz, Polarisation, Szintillation, Gravitation | Mikroskopie, Endoskopie, Teleskop, Kamera, Lidar, Spektroskop, Particle Image Velocimetry (PIV), Refraktometer                                | Astronomie, Fotografie, Materialwissenschaft, Biologie, Ingenieurwissenschaften, Analytische Chemie, |
| Teilchenstrahlung                            | Energie, Richtung, Masse, Ladung, Intensität                                                                                           | Hodoskop, Nebelkammer, Blasenkammer, Elektronenmikroskop                                                                                      | Kernphysik, Festkörperphysik                                                                         |
| Ladungen                                     | Elektrischer Strom von Elektronen, Ionen, Sekundärteilchen, Oberflächenform und -beschaffenheit                                        | Elektronenmikroskop, Rasterelektronenmikroskop, Rastertunnelmikroskop, Rastertunnelspektroskopie, Feldelektronenmikroskop, Feldionenmikroskop | Festkörperphysik, Oberflächenphysik, Oberflächenchemie                                               |
| Ionenmasse                                   | Materialzusammensetzung | Sekundärionen-Massenspektrometrie (SIMS) | Chemische Oberflächenanalytik                                                                        |
| Kraft                                        | Geometrie, Oberflächenform und -beschaffenheit                                                                                         | Rasterkraftmikroskop | Oberflächenphysik, Oberflächenchemie                                                                 |
| Absorption von Röntgenstrahlung              | Materialdichte und -verteilung im Inneren                                                                                              | Röntgendiagnostik, Computertomografie (CT) | Medizin, Röntgenopazität (zum Beispiel Gepäckkontrolle am Flughafen), Kunstwissenschaft              |
| Energie von Röntgenstrahlung                 | Materialzusammensetzung | Elementverteilungsbilder mit Röntgenspektroskopie (EDX, WDX), Multi-Energy-Computertomographie                                                | chemische Analytik, Kriminalistik, Medizin                                                           |
| Reflexion und Streuung von Ultraschall       | Materialdichte und -verteilung im Inneren                                                                                              | Sonografie, akustische Mikroskopie, Sodar | Medizin, Halbleitertechnik, Materialwissenschaft, Meteorologie                                       |
| Kernspin im Magnetfeld                       | Dichte und lokale Umgebungsbedingungen von Atomen                                                                                      | Magnetresonanztomografie (MRT, MRI) | Medizin, Neurowissenschaften, Archäologie an Mumien                                                  |
| Infrarot-Strahlung                           | Temperaturverteilung an der Oberfläche                                                                                                 | Thermografie | Wärmebilder von Gebäuden, Auffinden von Brandherden (Feuerwehr), Personensuche                       |
| Radarstrahlung                               | Laufzeit, Intensität, Doppler- oder Phasenverschiebungen im Radarecho                                                                  | Synthetic Aperture Radar (SAR), Real Aperture Radar (RAR)                                                                                     | Erkundung und militärische Aufklärung, Navigation                                                    |
| Emissionen von radioaktiven Stoffen (Tracer) | Darstellung der Stoffwechselaktivität bestimmter Strukturen im Körper                                                                  | Nuklearmedizinische Verfahren (Szintigrafie, SPECT, PET)                                                                                      | Medizin, Neurowissenschaften                                                                         |
| Laufzeit von Schallwellen                    | Schallgeschwindigkeit, Dichte | Seismische Tomographie | Geowissenschaften, Innerer Aufbau der Erde, Erkundung                                                |
| Stromstärke und Spannung                     | Spezifischer Widerstand | Elektrische Widerstandstomographie | Geowissenschaften, Innerer Aufbau der Erde, Erkundung                                                |
| Magnetische Feldstärke                       | Magnetische Suszeptibilität | Inversion der magnetischen Feldstärke | Geowissenschaften, Innerer Aufbau der Erde, Erkundung                                                |
| Stromfaden, Stromlinie                       | Strömung | Strömungsphysik | Flugzeug, Fahrzeug, Sport, Rohrleitung und Gewässer                                                  |
| Ort                                          | Lage und Bewegung einer Oberfläche | Geodäsie, Schallanalyse, Produktionstechnik                                                                                                   | Lawinendienst, Lärmreduktion, Sounddesign, Umformen und Gewässer                                     |

### Bilddarstellung
Wie bereits im Abschnitt Geschichte dargestellt, stehen für die Bildvisualisierung von bildgebenden Verfahren verschiedene Medien zur Verfügung. Das Abbild des Objektes kann analog oder digital z. B. dauerhaft in Form eines Films, Fotos, Ausdrucks oder digital gespeichert festgehalten oder als flüchtige Darstellung durch Projektion, Bildschirmdarstellung angezeigt werden.
Unabhängig vom Ausgabemedium gibt es verschiedene Arten von Darstellungsmöglichkeiten der gemessenen bzw. daraus errechneten Information. Dieses gilt vor allem, wenn
- ein Messsignal verschiedene Informationen enthält und somit unterschiedlich ausgewertet werden kann,
- bei einem Verfahren mehrere Signale gleichzeitig gemessen wurden,
- die Daten als kompletter 3D-Datensatz vorliegen.

Speziell im Fall eines 3D-Datensatzes werden häufig Schnittbilder oder Schnittbildserien des Körpers errechnet. Die Orientierung der Schnittbildebene und die Position sind dabei meist frei wählbar. Im Gegensatz zu einem Projektionsverfahren wie der Durchstrahlung eines Körpers können so gezielt Details oberhalb oder unterhalb der interessierenden Schicht ausgeblendet werden. Im unteren Beispiel wurde durch die Technik der Schnittebene die störende Information der Rippen entfernt. Teilweise werden für die Diagnose oder Auswertung auch 3D-Rekonstruktionen erstellt, die sich beliebig im Raum orientieren lassen und Anblicke von allen Seiten erlauben.

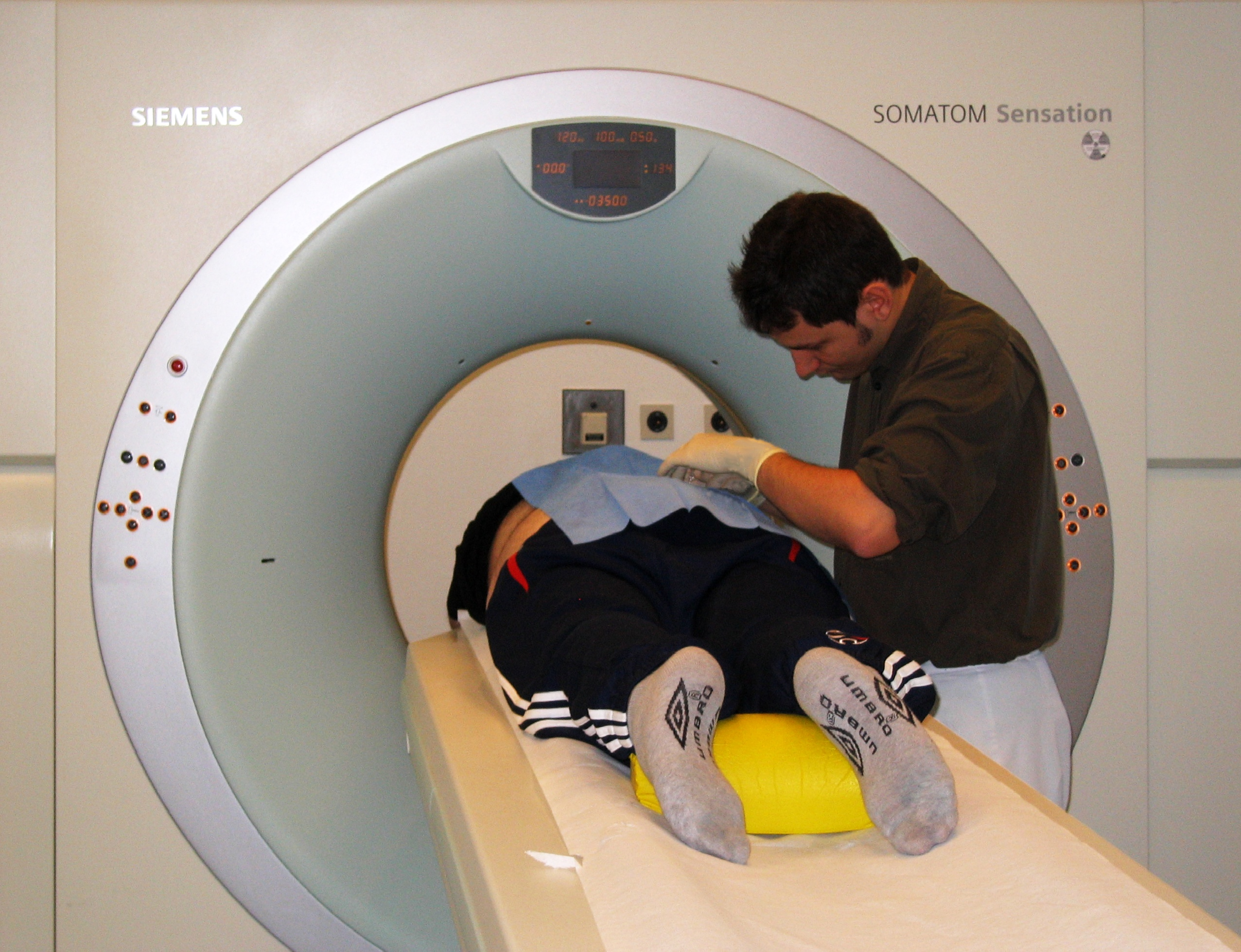
Messgerät zur Computertomografie (CT) in der Medizin
Projektion (normale Röntgenaufnahme)
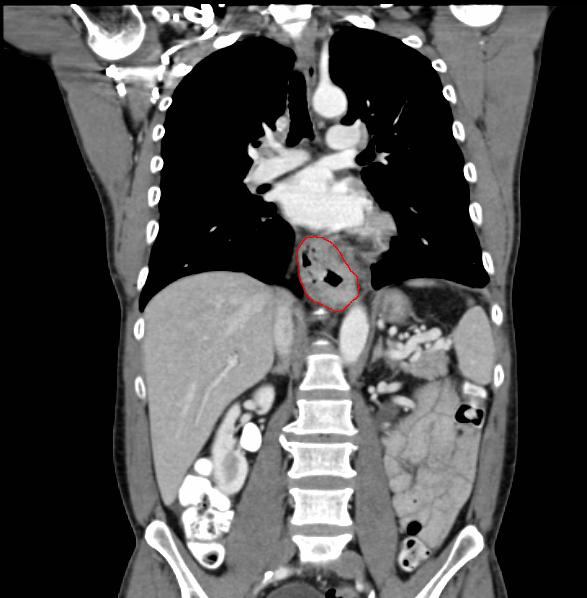
Schnittbild in Körperlängsachse (frontaler Schnitt)
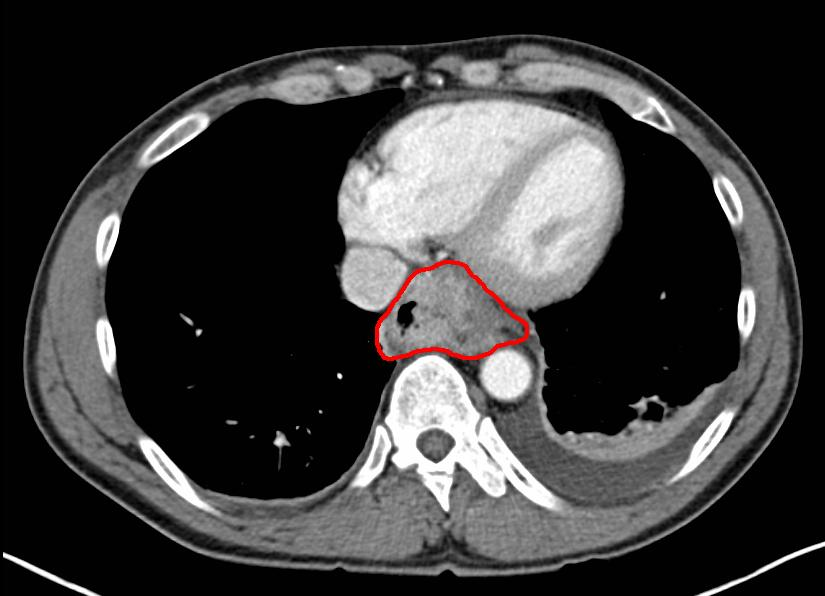
transversales Schnittbild des Körpers
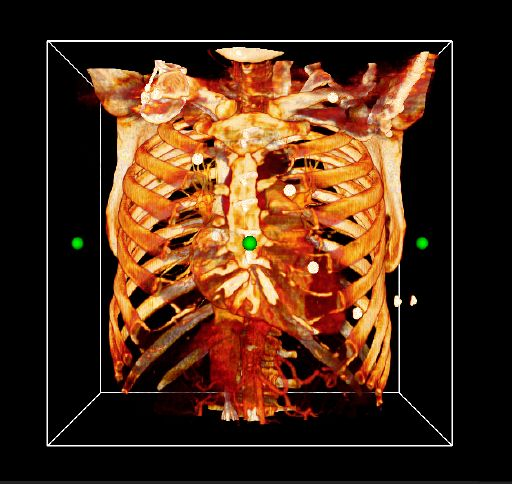
3D-VR-Rekonstruktion der stark absorbierenden Materialien (Knochen)

Eine Darstellung der Ergebnisse in Form von Messbalken oder Spektren entspricht nicht der Definition eines bildgebenden Verfahrens, da die Information nicht ortsaufgelöst in Relation zum untersuchten Objekt dargestellt wird.

## Bildgebende Verfahren in der Wissenschaft und Technik

### Bildgebende Verfahren in der Medizin
In der Medizin wird meist eine andere Definition für bildgebendes Verfahren verwendet: „Oberbegriff für verschiedene Diagnostikmethoden, die Aufnahmen aus dem Körperinneren liefern.“

### Fotografie als bildgebendes Verfahren
Das bildgebende Verfahren der Fotografie arbeitet größtenteils mit Licht und imitiert die Funktionsweise des menschlichen Auges. Im analogen Verfahren wird mit Hilfe optischer Vorgänge ein Lichtbild auf ein lichtempfindliches Medium projiziert und dort direkt und dauerhaft gespeichert. In der digitalen Variante werden Bildinformationen in elektronische Daten umgewandelt. Das Bild entspricht der optischen Wahrnehmung des Menschen, wenngleich durch Bildkomposition und Beleuchtung bestimmte Eindrücke des fotografierten Objektes erzeugt werden, die Raum für Manipulationen des Betrachters lassen.

### Auswertung von elektromagnetischer Strahlung

Je nach Wellenlänge der elektromagnetischen Strahlung erhält man unterschiedliche Informationen über das Objekt:
Extrem kurzwellige Strahlung (Gamma- oder Röntgenstrahlung) durchdringt die meisten Materialien in einem Bauteil. Dadurch können innere Strukturen und Fehlstellen sichtbar gemacht werden. Anwendungen sind z. B. Röntgenbilder oder die Computertomografie, die auch in der Werkstoffprüfung immer häufiger eingesetzt werden. Dieses kann z. B. im Rahmen einer Schadensanalyse oder der Qualitätssicherung erfolgen.
Das sichtbare Spektrum (Licht) kann direkt zur Abbildung bei bildgebenden Verfahren eingesetzt werden. Typische optische Verfahren sind die Fotografie oder die Lichtmikroskopie. Bei Beleuchtung des Bauteils mit UV-Licht können über Fluoreszenzeffekte jedoch auch Materialunterschiede visualisiert werden, die bei normaler Beleuchtung und mit dem bloßen Auge nicht erkennbar wären. Durch den Einsatz von Lasern (Laserscanning) oder durch Streifenprojektionsverfahren ist es jedoch auch möglich, die 3D-Struktur eines Gegenstandes zu vermessen. Werden die Messergebnisse anschließend als Bild dargestellt, kann man auch hier von bildgebenden Verfahren sprechen.
Infrarotstrahlung (IR) kann in der Thermografie zur Darstellung der Wärmeverteilungen auf Oberflächen genutzt werden. Im Rahmen einer Gebäudethermografie können Schwachstellen in der Isolierung oder Feuchtigkeit in Wänden nachgewiesen werden. Im industriellen Bereich wird die Thermografie aber auch genutzt um Prozesse zu analysieren oder zu Überwachen. Weiterhin kann die Infrarotstrahlung aber auch spektroskopisch ausgewertet werden (Infrarotspektroskopie). Dabei wird die Absorption von Infrarotstrahlung durch Molekülschwingungen gemessen, diese Informationen können genutzt werden um chemische Reaktionen sichtbar zu machen und geben Hinweise für die Strukturaufklärung beispielsweise von organischen Verbindungen. Stellt man das detektierte Signal ortsaufgelöst für bestimmte Wellenlängen in einem Bild dar, so kann bei entsprechender Wahl der dargestellten Schwingungsbanden eine Materialverteilung im Objekt visualisiert werden.
Bei der an die IR-Strahlung anschließende Terahertzstrahlung wurde festgestellt, dass diese Kleidung nahezu ungeschwächt durchdringt, von Metall oder Wasser jedoch stark reflektiert wird. Daher werden Systeme mit dieser Technik auch an manchen Flughäfen zur Personenkontrolle eingesetzt. Dieses Verfahren ging unter dem Begriff „Nacktscanner“ durch die Medien und ist bis jetzt in Deutschland nicht im Gebrauch. Die Terahertzstrahlung, wie auch Strahlung im anschließenden Mikrowellenbereich werden in der Radioastronomie zur Erkundung des Weltraums eingesetzt.
Im Mikrowellenbereich nutzt man die Reflexionen zur Bildgebung. Anwendungen sind die Wetterüberwachung (stationär oder in Flugzeugen), die Verkehrsüberwachung in der Flugsicherung sowie die Orientierung auf Wasserstraßen bei Nebel (Schiffsradar). Weitere Anwendung findet das Radar beim Militär.

### Auswertung von Schall
Schallwellen haben in dichten Medien wie Wasser eine deutlich größere Ausbreitungsentfernung als elektromagnetische Wellen (z. B. sichtbares Licht), die relativ stark absorbiert werden. Deshalb sind Schallwellen von großer Bedeutung zur Messung von physikalischen, chemischen und biologischen Größen im Ozean. Die Information kann wie bei abbildenden Sonaren als Bild dargestellt werden. Ein Beispiel ist das Seitensichtsonar (Side-Scan-Sonar), das zur Erforschung des Meeresbodens eingesetzt wird. Neben der Form des Meeresgrundes (Topografie) können auch Materialunterschiede (z. B. Sand, Felsen oder Schlick) erkannt werden. Einfache Geräte werden auch in der Wasserrettung eingesetzt. Als Alternativen zum Side-Scan-Sonar können einige moderne hochauflösende Fächerlote mit ähnlicher Auflösung eingesetzt werden.
Schallwellen können aber auch zur Charakterisierung des Inneren von Feststoffen eingesetzt werden. An Materialgrenzen treten Reflexionen auf, so dass Hohlräume oder Materialien unterschiedlicher Dichte bezüglich ihrer Größe und Lage visualisiert werden können. Ein Beispiel ist hier die Sonografie, die mit Ultraschall arbeitet und hauptsächlich im medizinischen Bereich angewandt wird. Im materialwissenschaftlichen Bereich wird der noch kurzwelligere Hyperschall eingesetzt. Mit Wellenlängen, die im Bereich des sichtbaren Lichtes liegen, sind akustische Mikroskope möglich, die z. B. in der Elektronik zur zerstörungsfreien Untersuchung der Güte von Leitungsbahnen eingesetzt werden.

### Abtastung von Oberflächen
Unter dem Begriff der Rastersondenmikroskopie werden verschiedene Methoden zusammengefasst, welche die Oberfläche einer Probe mit einer feinen Nadel abtasten. Man erhält dabei die Höheninformationen zu jedem Punkt der Oberfläche (Topografie) und damit einen kompletten Satz von dreidimensionalen Koordinaten, die als Falschfarbenbild oder 3D-Struktur dargestellt werden. Daneben erlaubt die Rasterkraftmikroskopie aber auch die Messung weiterer Wechselwirkungen zwischen Nadelspitze und Oberfläche. So können z. B. lokale Variationen von Magnetfeldstärken, chemischen Eigenschaften, Materialhärten usw. bestimmt und abbildend visualisiert werden.

### Auswertung von Materiestrahlung
Die Rasterelektronenmikroskopie nutzt für die Bildgebung Elektronen, die von der Probe ausgesendet werden. Je nach Art der Auswertung erhält man Bilder, welche die Oberflächenform oder die Materialverteilung im untersuchten Objektes darstellen. Beim Focused Ion Beam werden hingegen Ionen für die Abbildung der Oberfläche verwendet.
Wertet man die Masse der von der Probe ausgesendeten Ionen massenspektrometrisch aus, so kann man auch die Verteilung von den entsprechenden Verbindungen als Bild darstellen. Alle Verfahren, die Materiestrahlung auswerten, arbeiten sehr oberflächenempfindlich.